# Port lotniczy Berbera
Port lotniczy Berbera (kod IATA: BBO, kod ICAO: HCMI) – lotnisko obsługujące miasto Berbera.